# Doug Berry
Douglas Alan Berry (* 3. Juni 1957 in New Westminster, British Columbia) ist ein ehemaliger kanadischer Eishockeyspieler (Stürmer).

## Karriere
Doug Berry startete seine Karriere 1975 an der University of Denver, für die er insgesamt drei Jahre in der National Collegiate Athletic Association aktiv war. 1977 wurde der Linksschütze im NHL Amateur Draft an 38. Stelle von den Colorado Rockies ausgewählt. Beim WHA-Draft im selben Jahr wählten ihn die Calgary Cowboys als 17. aus. 1978 unterzeichnete er aber einen Vertrag bei den Edmonton Oilers in der WHA, die die Rechte an dem Center-Stürmer von den Cowboys erhalten hatten. Von 1979 bis 1981 spielte er dann zwei Jahre für die Rockies in der NHL, ehe er erstmals nach Deutschland wechselte. Am Ende der Spielzeit 1981/82 spielte er noch einmal kurz in Nordamerika, kehrte aber zur Folgesaison wieder zum Mannheimer ERC zurück, für die er bis 1984 spielte. Nach einem Jahr in der Nationalliga A bei Servette Genf, wechselte er zur Spielzeit 1985/86 zu den Kölner Haien. In sieben Jahren gewann er mit dem KEC drei deutsche Meisterschaften (1986, 1987 und 1988) sowie eine Vizemeisterschaft (1991).
Auch sein drei Jahre jüngerer Bruder Ken spielte in der NHL und der Eishockey-Bundesliga.
Doug Berry ist mit einer Kölnerin verheiratet, hat zwei Kinder und lebt heute in White Rock nahe Vancouver.

## Erfolge und Auszeichnungen
- Deutscher Meister 1986, 1987 und 1988 mit dem Kölner EC